# James M. Hanks
James Millander Hanks (* 12. Februar 1833 in Helena, Arkansas; † 24. Mai 1909 ebenda) war ein US-amerikanischer Politiker. Zwischen 1871 und 1873 vertrat er den ersten Wahlbezirk des Bundesstaates Arkansas im US-Repräsentantenhaus.

## Werdegang
James Hanks besuchte die öffentlichen Schulen seiner Heimat und danach das College in New Albany (Indiana) sowie das Jackson College in Columbia (Tennessee). Er beendete seine Studienzeit im Jahr 1855 mit einem Jurastudium an der University of Louisville. Nach seiner Zulassung als Rechtsanwalt begann er in Helena in seinem neuen Beruf zu praktizieren. Zwischen 1864 und 1868 war er Richter im ersten Gerichtsbezirk von Arkansas.
Hanks war Mitglied der Demokraten. Bei den Kongresswahlen des Jahres 1870 wurde er im ersten Distrikt von Arkansas in das US-Repräsentantenhaus in Washington, D.C. gewählt. Dort trat er am 4. März 1871 die Nachfolge des Republikaners Logan Holt Roots an, den er bei der Wahl geschlagen hatte. Da er im Jahr 1872 auf eine weitere Kandidatur verzichtete, konnte Hanks bis zum 3. März 1873 nur eine Legislaturperiode im Kongress absolvieren.
Nach dem Ende seiner Zeit im Repräsentantenhaus zog sich Hanks wieder aus der Politik zurück. In den folgenden Jahren war er unter anderem in der Landwirtschaft tätig. Er starb im Jahr 1909 in seinem Geburtsort Helena und wurde dort auch beigesetzt.